# Halt and Catch Fire
Halt and Catch Fire (ang. wstrzymaj wykonanie programu i stań w ogniu – znana pod mnemotechniczną nazwą HCF) – ogólna nazwa nieudokumentowanych i pół-mitycznych instrukcji języka maszynowego z destrukcyjnymi efektami ubocznymi, według popularnych miejskich legend obecnych w wielu znanych systemach począwszy od IBM System/360.
Motorola 6800 był pierwszym procesorem, którego instrukcja maszynowa (język maszynowy) "HCF" stała się powszechnie znana.  Instrukcja ta powoduje, że w procesorze włącza się tryb testowania fabrycznego – zaczyna on ciągle czytać zawartość pamięci z kolejnych komórek bez wykonywania poleceń.  W takiej konfiguracji szyna adresowa zaczyna zachowywać się jak licznik, co pozwala na szybkie zweryfikowanie czy wszystkie linie adresowe działają prawidłowo.

## Przykłady

### Assembler
```
halt:
hlt 
jmp halt
```

### C
```
for (;;)
{
asm(hlt)
}
```